# نرم‌افزارهای حریم خصوصی
نرم‌افزار حریم خصوصی (به انگلیسی: Privacy software) نرم‌افزاری است که برای حفاظت از حریم خصوصی کابران ساخته شده‌است. این نرم‌افزار به‌طور معمول در ارتباط با استفاده از اینترنت برای کنترل و محدود کردن میزان اطلاعاتی که در اختیار شخص ثالث قرار می‌گیرد کاربرد دارد. این نرم‌افزار قابلیت انجام انواع مختلف رمزگذاری یا فیلتر کردن را دارد.

## انواع حفاظت
نرم‌افزار حفظ حریم خصوصی می‌تواند دو مدل حفاظت انجام دهد. یک نوع از آن حفاظت از حریم خصوصی کاربران اینترنتی از شبکه جهانی وب است. نرم‌افزارهایی وجود دارد که آدرس IP کاربر را از دنیای بیرونی پنهان می‌کند تا از کاربر در برابر سرقت هویت محافظت کند. نوع دوم حفاظت پنهان کردن یا حذف کردن ردیابی اینترنتی که بعد از گشت و گذار در اینترنت در کامپیوتر باقی مانده‌اند.
نرم‌افزاری وجود دارد که تمامی کاربران اینترنت را پاک می‌کند و نرم‌افزار دیگری موجود است که کاربر را پنهان و رمزگذاری می‌کند به طوری که اثری از گشت و گذار آن‌ها در اینترنت کامپیوترشان باقی نمی‌ماند.

### لیست سفید و لیست سیاه
یک راه حل برای ارتقاء نرم‌افزار حفظ حریم خصوصی ایجاد لیست سفید است. ایجاد لیست سفید، یک فرایند است که نرم‌افزار را شناسایی می‌کند و مجوز معینی به آن می‌دهد و دیگر نیازی به تشخیص نرم‌افزار مخرب ندارد. لیست سفید اجازه می‌دهد که نرم‌افزار قابل قبول اجرا شود و از اجرای هر نرم‌افزار دیگری جلوگیری می‌کند یا اجازه می‌دهد نرم‌افزار جدید در یک محیط قرنطینه اجرا شود تا بتواند اعتبار آن را تأیید کند. لیست سفید به هیچ نرم‌افزاری اجازهٔ اجرا شدن نمی‌دهد مگر اینکه آن نرم‌افزار در لیست سفید باشد در صورتی که لیست سیاه به همه چیز به جز آن چیزی که در لیست سیاه است اجازهٔ اجرا شدن می‌دهد. لیست سیاه لیستی از انواع خاصی از نرم‌افزار است که مجاز به اجرا در محیط شرکت نیستند. به عنوان مثال یک شرکت ممکن است انتقال فایل‌ها به روش همتا به همتا را در لیست سیاه قرار دهد. علاوه بر نرم‌افزار، افراد، دستگاه‌ها و وب سایت‌ها نیز می‌توانند به لیست سفید یا لیست سیاه اضافه شوند.

### سیستم‌های تشخیص نفوذ
سیستم‌های تشخیص نفوذ برای شناسایی همهٔ انواع ترافیک شبکه مخرب است که قابل شناسایی توسط یک فایروال نیستند. این سیستم‌ها تمام جریان‌های ترافیک شبکه را می‌گیرند و محتویات هر بسته را برای ترافیک مخرب بررسی می‌کنند.

### رمزگذاری
رمز گذاری راهکار دیگری برای امنیت حریم خصوصی است. وقتی سازمان‌ها کانال امنی برای ارسال اطلاعاتشان ندارند از رمزگذاری برای جلوگیری از شنود غیرمجاز استفاده می‌کنند. رمزگذاری فرایند تبدیل پیام اصلی به فرم دیگری است که نمی‌تواند توسط هیچ‌کس جز گیرنده مورد نظر خوانده شود.

## استیگانوگرافی
پنهان‌نگاری یا پنهان نگاری گاهی اوقات برای مخفی کردن پیام‌ها در مقابل شنود و نظارت الکترونیکی استفاده می‌شود.

## حریم خصوصی و ناشناس بودن
حریم خصوصی و ناشناس بودن دو امر متفاوت در کاربرد و استفاده است. ناشناس بودن بستگی به حریم خصوصی دارد و ممکن است برای تبادل، بازیابی یا انتشار اطلاعات خاص مورد نظر باشد.

## مسائل حقوقی استفاده
استفاده از نرم‌افزارهای حریم خصوصی ملزم به رعایت مسائل قانونی است. به عنوان مثال، مقررات وضع شده در صادرات رمزنگاری از ایالات متحده. به همین ترتیب، قانون افشای کلید نیز به افراد واگذار می‌شود تا کلیدهای رمزنگاری را به سازمان‌های اجرای قانون واگذار کنند. همچنین قوانین رمزگذاری در هند بسیاری از محدودیت‌های قانونی را در شرایط مختلف به وجود می‌آورد. مذاکرات نیز در پیوند با فناوری‌های امنیتی سایبری، مانند نرم‌افزار مربوط به رمزگذاری، تحت قرارداد واسنار هستند به این ترتیب صادرات آن نیز مشکل‌تر می‌شود.

### موضوعات عمومی
- حریم خصوصی اطلاعات
- حریم خصوصی اینترنت
- رمزگذاری
- حریم خصوصی
- سرور پروکسی
- ابزار حذف ابرداده
- مهندسی حفظ حریم خصوصی
- فناوری‌های ارتقاء حریم خصوصی

### نرم‌افزار
- گارد محافظ گنو (GPG)
- Pretty Easy privacy
- فایرفاکس قابل حمل
- حفظ حریم خصوصی (PGP)
- پوسته امن (SSH)
- I2P
- تور
- uProxy